# Студянка (річка)
Студя́нка, Студзянка — річка в Україні, у межах Володимирського району Волинської області. Права притока Західного Бугу (басейн Вісли).
Витоки розташовані на захід від с. Грибовиці, серед пологих пагорбів Надбузької височини (частина Волинської височини). Річка тече переважно з півдня на північ та північний захід. Впадає у Буг на південних околицях міста Устилуга.
Довжина Студянки 26 км, площа басейну 150 км². Долина коритоподібна. Заплава двостороння (завширшки до 400 м), подекуди заболочена. Річище звивисте. Похил річки 1,7 м/км. Споруджено ставки.